# Józefów Widawski
Józefów Widawski – wieś w Polsce, położona w województwie łódzkim, w powiecie łaskim, w gminie Widawa.
| SIMC    | Nazwa      | Rodzaj     |
| ------- | ---------- | ---------- |
| 0717376 | Antoniówka | przysiółek |

W latach 1975–1998 miejscowość należała administracyjnie do województwa sieradzkiego.